# モンテヴェルディ (小惑星)
モンテヴェルディ (5063 Monteverdi) は小惑星帯に位置する小惑星。ドイツの天文学者フライムート・ベルンゲンがタウテンブルクのカール・シュヴァルツシルト天文台で発見した。
イタリアの作曲家・ヴァイオリン奏者のクラウディオ・モンテヴェルディから命名された。